# Bezirk Weinfelden
Weinfelden ist ein Bezirk im Kanton Thurgau. Hauptort ist Weinfelden.

## Gemeinden
Zum Bezirk gehören folgende 18 Gemeinden (Stand: 1. Januar 2011):
| Wappen     | Name der Gemeinde       | Einwohner (31. Dezember 2023) | Fläche in km² | Einw. pro km² |
| ---------- | ----------------------- | ----------------------------- | ------------- | ------------- |
| Wappen     | Affeltrangen            | 2837                          | 14,43         | 197           |
| Wappen     | Amlikon-Bissegg         | 1382                          | 14,46         | 96            |
| Wappen     | Berg (TG)               | 3573                          | 13,14         | 272           |
| Wappen     | Birwinken               | 1398                          | 12,29         | 114           |
| Wappen     | Bischofszell            | 6298                          | 11,58         | 544           |
| Wappen     | Bürglen (TG)            | 4153                          | 11,71         | 355           |
| Wappen     | Bussnang                | 2572                          | 18,88         | 136           |
| Wappen     | Erlen                   | 3939                          | 12,19         | 323           |
| Wappen     | Hauptwil-Gottshaus      | 2084                          | 12,49         | 167           |
| Wappen     | Hohentannen             | 664                           | 8,01          | 83            |
| Wappen     | Kradolf-Schönenberg     | 3899                          | 10,95         | 356           |
| Wappen     | Märstetten              | 2949                          | 9,96          | 296           |
| Wappen     | Schönholzerswilen       | 889                           | 10,93         | 81            |
| Wappen     | Sulgen                  | 4063                          | 9,12          | 446           |
| Wappen     | Weinfelden              | 12'233                        | 15,48         | 790           |
| Wappen     | Wigoltingen             | 2650                          | 17,13         | 155           |
| Wappen     | Wuppenau                | 1194                          | 12,12         | 99            |
| Wappen     | Zihlschlacht-Sitterdorf | 2612                          | 12,21         | 214           |
| Total (18) | Total (18)              | 59'389                        | 227,08        | 262           |

## Veränderungen im Gemeindebestand

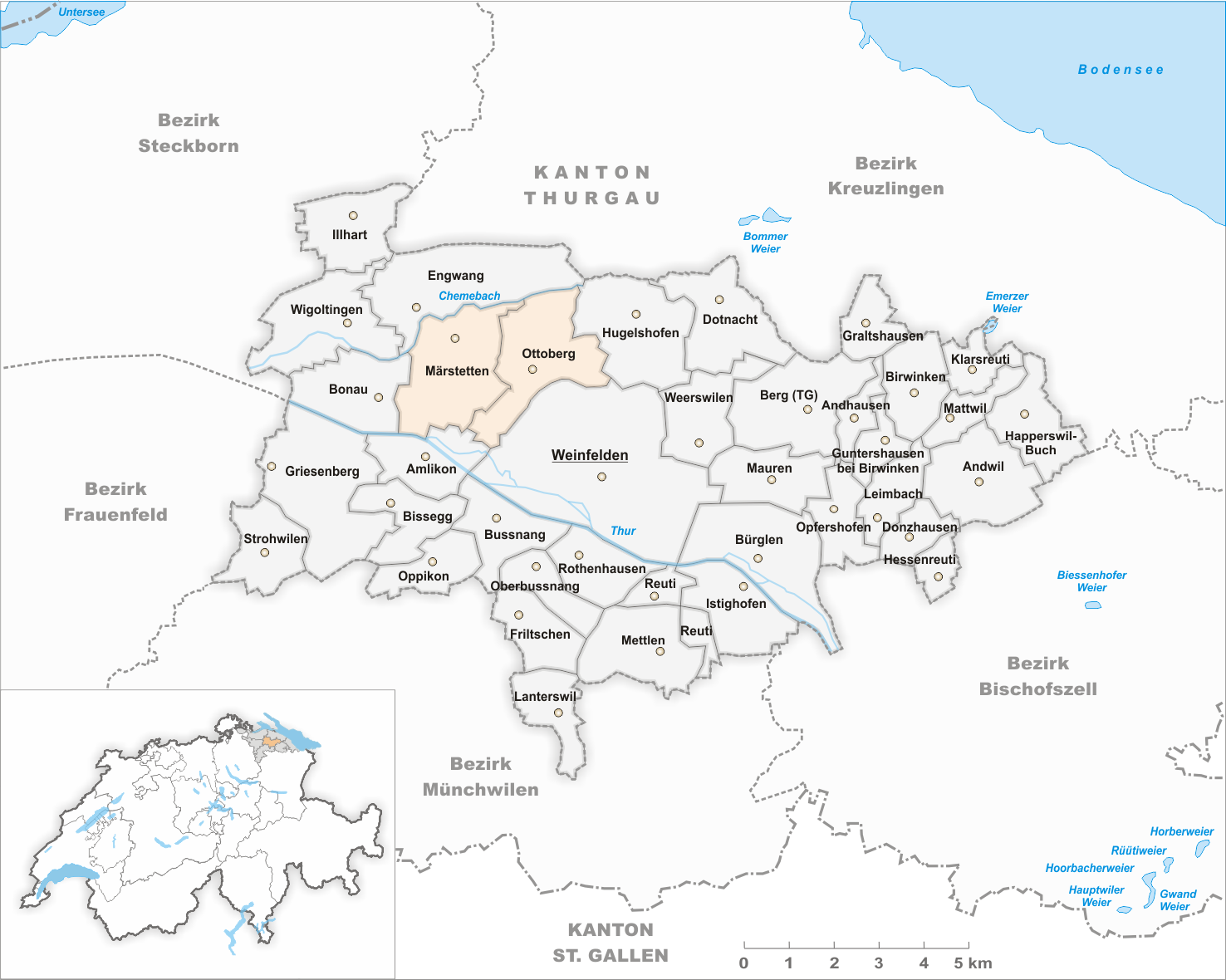
Gemeinden bis 1974
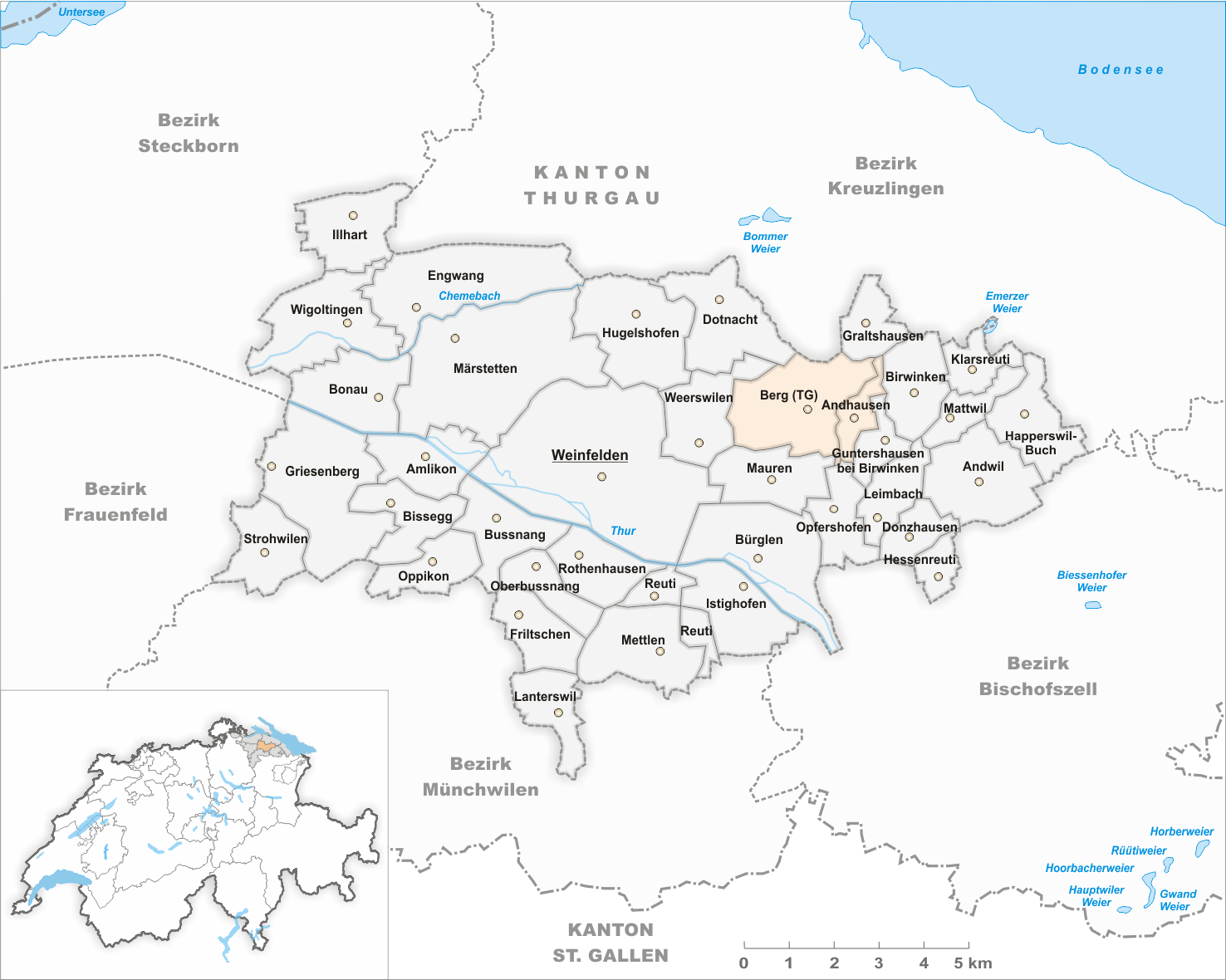
Gemeinden bis 1992
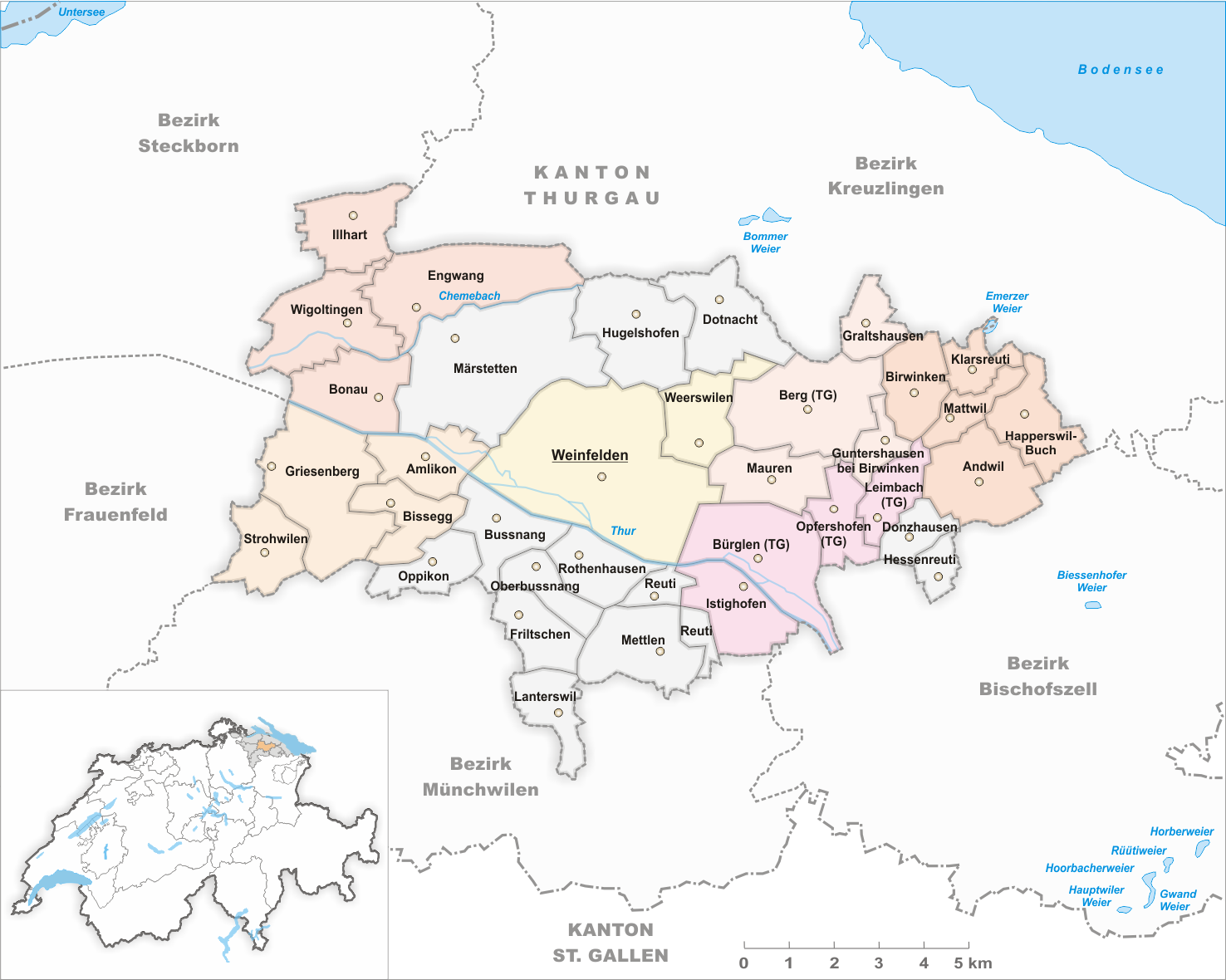
Gemeinden bis 1994
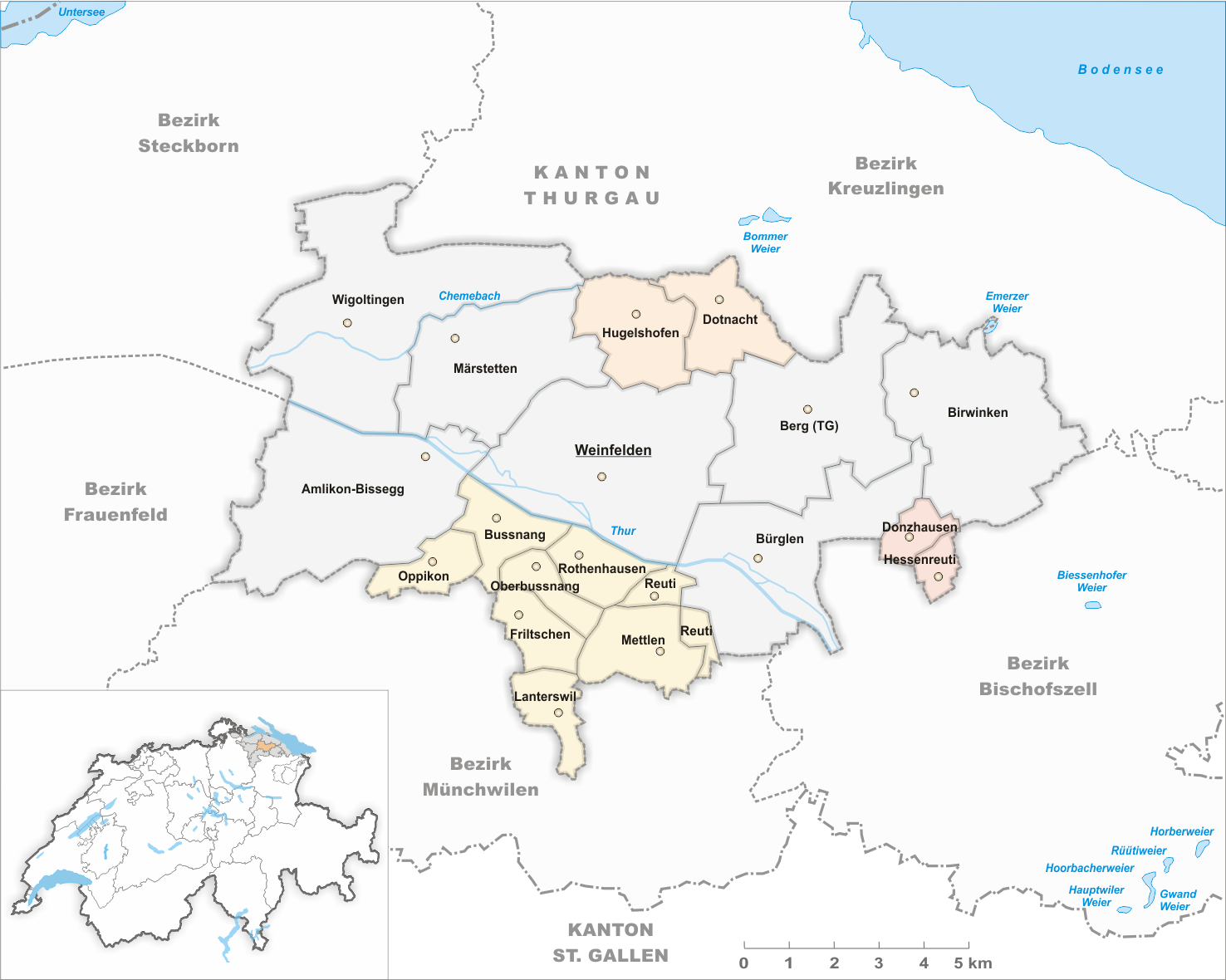
Gemeinden bis 1995
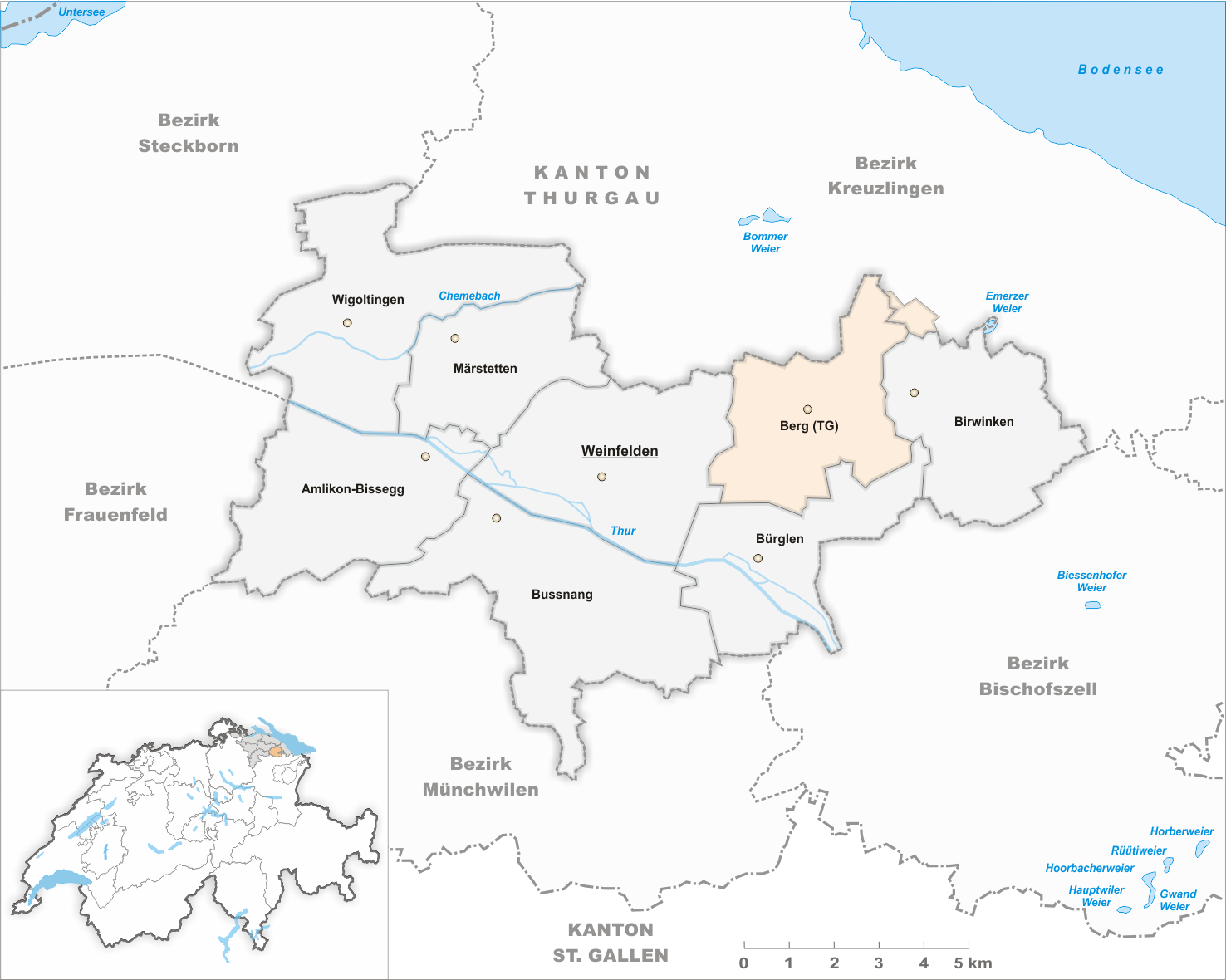
Gemeinden bis 1997
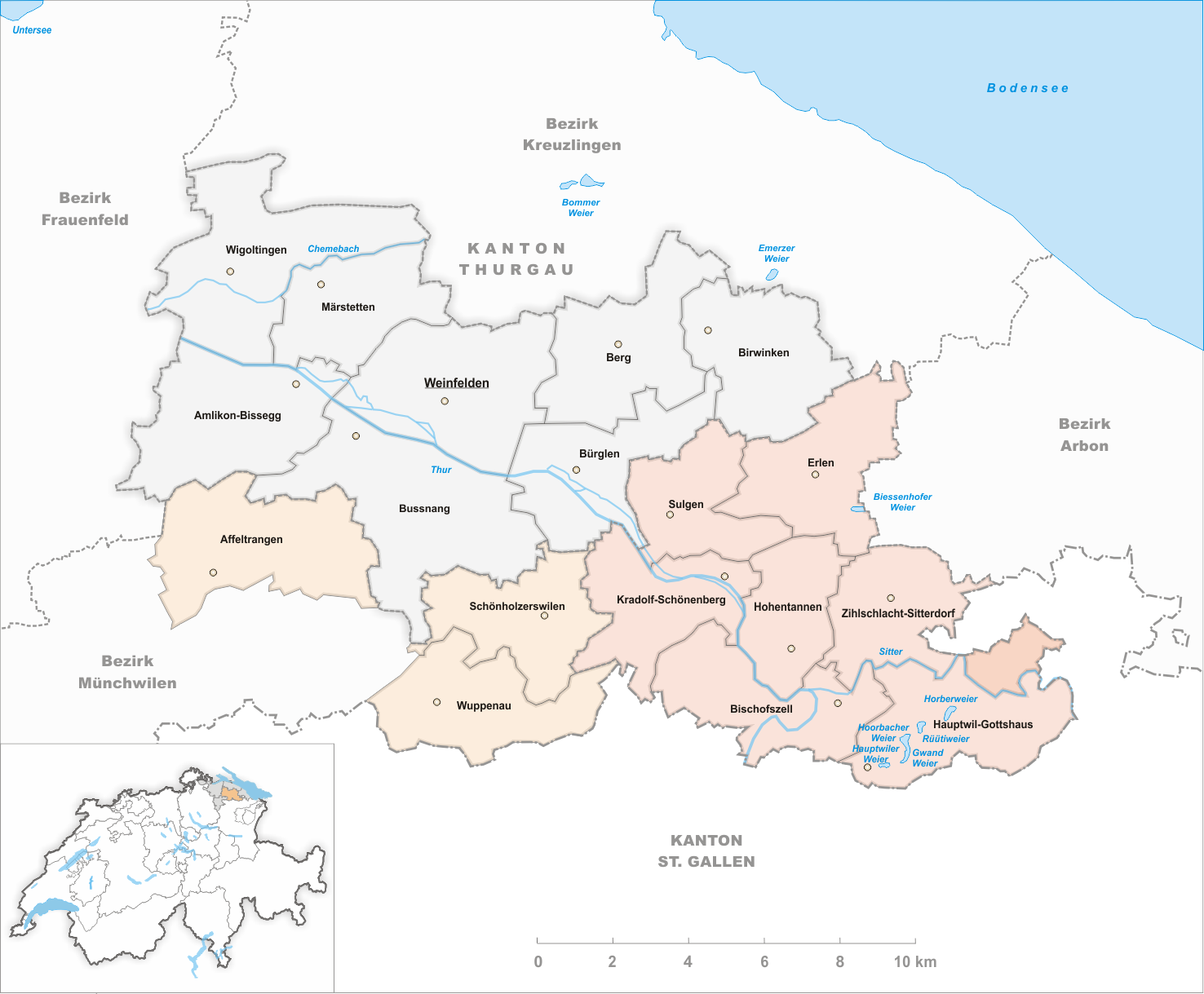
Gemeinden bis 2010

- 1975: Fusion Märstetten und Ottoberg  →  Märstetten

- 1993: Fusion Andhausen und Berg →  Berg

- 1995: Fusion Amlikon, Bissegg, Griesenberg und Strohwilen → Amlikon-Bissegg
- 1995: Fusion Andwil, Birwinken, Happerswil-Buch, Klarsreuti und Mattwil → Birwinken
- 1995: Fusion Berg, Graltshausen, Guntershausen und Mauren → Berg
- 1995: Fusion Bonau, Engwang, Illhart und Wigoltingen → Wigoltingen
- 1995: Fusion Bürglen, Istighofen, Leimbach und Opfershofen → Bürglen
- 1995: Fusion Weerswilen und Weinfelden → Weinfelden

- 1996: Fusion Alterswilen, Altishausen, Dotnacht, Ellighausen, Hugelshofen, Lippoldswilen, Neuwilen und Siegershausen → Kemmental
- 1996: Fusion Donzhausen, Götighofen, Hessenreuti und Sulgen → Sulgen
- 1996: Fusion Bussnang, Friltschen, Lanterswil, Mettlen, Oberbussnang, Oppikon, Reuti und Rothenhausen → Bussnang

- 1998: Landabtausch: Der Weiler Ast (67 ha) wechselt von der Gemeinde Oberhofen bei Kreuzlingen → Berg

- 2011: Bezirkswechsel Bischofszell, Erlen, Hauptwil-Gottshaus, Hohentannen, Kradolf-Schönenberg, Sulgen und Zihlschlacht-Sitterdorf  vom ehemaligen Bezirk Bischofszell → Bezirk Weinfelden
- 2011: Bezirkswechsel Affeltrangen, Schönholzerswilen und Wuppenau vom Bezirk Münchwilen → Bezirk Weinfelden